# Johnny Mauser

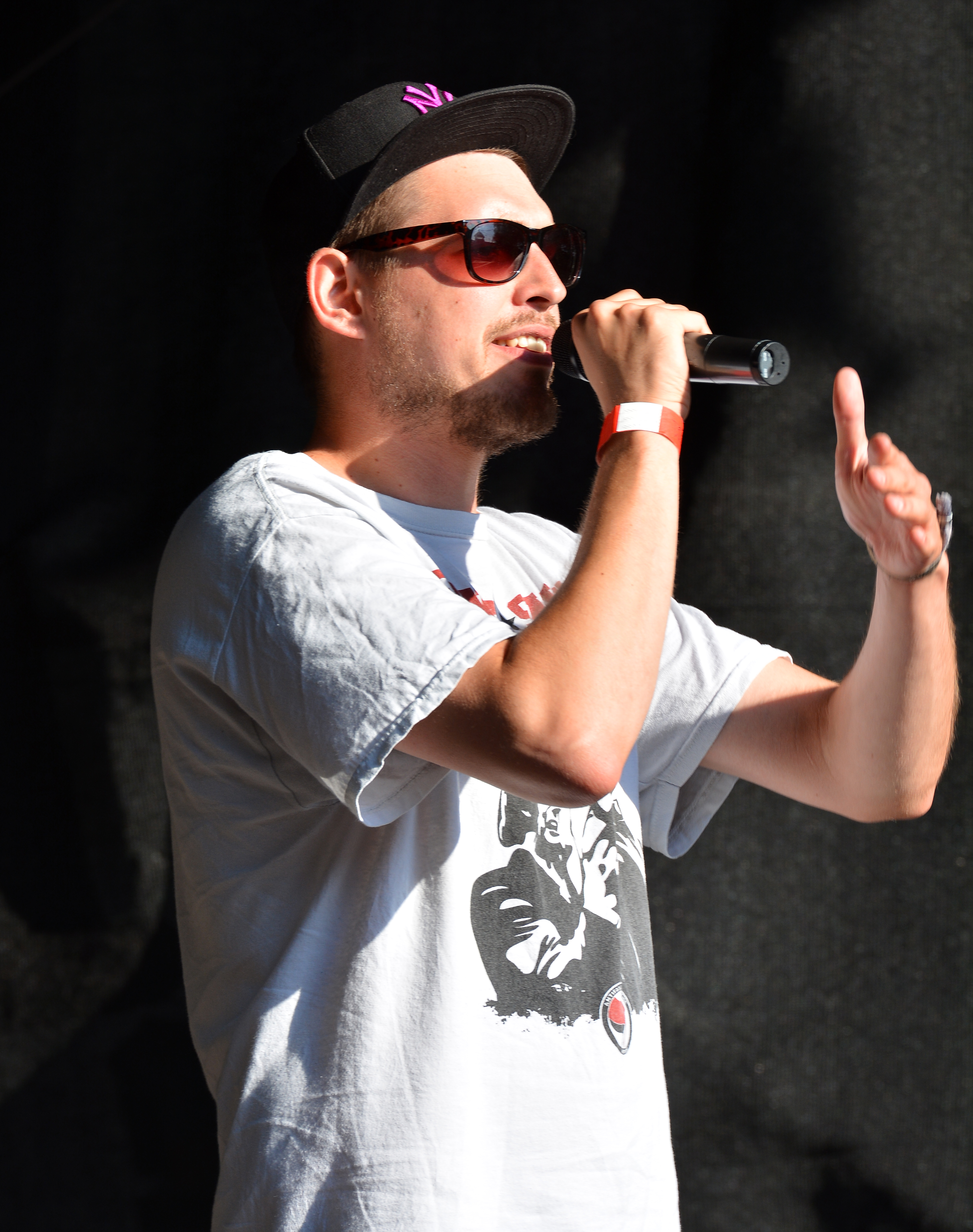
Johnny Mauser beim Wilwarin Festival 2014

Johnny Mauser, eig. Jonathan Sachau, ist ein deutscher Rapper.

## Leben
Johnny Mauser begann seine Rapkarriere bei der Crew „Laute Ansage“ aus Bad Segeberg. Er zog anschließend nach Lüneburg und begann eine Solokarriere. Sein erstes Album Politisch motivierte Sprachgewalt veröffentlichte er im Internet zum freien Download. Es folgte ein Kollaboalbum mit Captain Gips unter dem Titel Neonschwarz. Das Lied Flora bleibt, der Roten Flora in Hamburg gewidmet, wurde von der Bundesprüfstelle für jugendgefährdende Medien als Aufruf zur Gewalt gewertet und schließlich Dezember 2010 indiziert. Ebenfalls für Kontroversen sorgte das Lied Nazifreie Zone, wodurch er und Captain Gips in das Visier der Hamburger Polizei gerieten. Die Polizei stellte zwei Jahre nach Veröffentlichung des Liedes Anzeige wegen des Vorwurfs der öffentliche Aufforderung zu Straftaten und der Volksverhetzung. Eine bei seinem Label Audiolith Records beantragte Hausdurchsuchung, um die Identität des Rappers festzustellen, wurde allerdings aus Gründen der Unverhältnismäßigkeit abgelehnt. Auch das Ermittlungsverfahren wegen des Liedes wurde später eingestellt.
2011 kam Johnny Mauser zu Audiolith Records. Sein Album Die Sendung mit dem Mauser erschien als kostenloses Downloadalbum sowie als kostenpflichtige, limitierte LP-Version. Nachdem das Video zu On a Journey vom Neonschwarz-Album, das er zusammen mit Captain Gips und Gastsängerin Marie Curry auf YouTube veröffentlichte, großen Anklang fand, gründeten die drei das Projekt Neonschwarz und veröffentlichten 2012 über Audiolith die Extended Play Unter’m Asphalt der Strand. 2013 folgte eine Split-Single mit Kobito, auf der auch Spion Y von Laute Ansage als festes Crew-Mitglied vorgestellt wurde.
2013 erschien Johnny Mausers Soloalbum Der Katze entkommen.
Im Vorfeld des G20-Gipfels 2017 in Hamburg veröffentlichte er über YouTube einen Mobilisierungssong für die Welcome-to-Hell-Demo. Der Song war kurz darauf auf YouTube nur noch eingeschränkt verfügbar, da es laut dem Streaming-Dienst-Anbieters unangemessene Inhalte verbreiten könnte. Zudem mussten die Kommentare deaktiviert werden, da Mauser von rechten Diskutanten bedroht wurde.
Am 1. September 2017 erschien sein viertes Soloalbum Mausmission gleichzeitig mit Captain Gips Soloalbum Klar zum Kentern. Anschließend gingen die beiden gemeinsam auf Tour.

## Privatleben
Johnny Mauser lebt im Hamburger Szeneviertel St. Pauli. Er studierte Erziehungswissenschaften und arbeitet heute als Sozialarbeiter.

## Stil
Johnny Mauser bezeichnete sich selbst gern als „Zeckenrapper“, nimmt allerdings heute Abstand davon, da er sich nicht darauf reduzieren lassen will. Auf persönliche Texte verzichtet er weitestgehend. Seine Texte sind überwiegend politisch motiviert und weisen eine Nähe zu Positionen der antideutschen, Autonomen Szene und der Antifa auf. Musikalisch versucht Mauser auf seinen Soloalben etwas härteren Rap zu bieten als zusammen mit Neonschwarz. So verzichtet er beispielsweise dort auf gesungene Hooks und orientiert sich eher am Boom bap. Auch neuere Einflüsse wie Trap verwendet er, allerdings sind seine Alben dennoch eher am klassischen Hip-Hop orientiert.

## Diskografie

### Soloalben
- 2009: Politisch motivierte Sprachgewalt (Downloadalbum)
- 2010: Neonschwarz (mit Captain Gips, Downloadalbum)
- 2011: Die Sendung mit dem Mauser (Downloadalbum, LP über Audiolith Records)
- 2013: Der Katze entkommen (MC/CD/LP, Audiolith Records)
- 2017: Mausmission (CD/LP, Audiolith Records)

### Mit Neonschwarz
- 2012: Unter’m Asphalt der Strand (EP, Audiolith Records)
- 2013: In deiner Stadt/Fangen spielen (Split-Single mit Kobito, Audiolith Records)
- 2014: Fliegende Fische (Album, Audiolith Records)
- 2016: Metropolis (Album, Audiolith Records)
- 2018: Clash (Album, Audiolith Records)